# Зото
Зото (Zotto; Zotton, Zottone, Zotone; † пролетта на 591 г. в Беневенто) е през 571 – 591 г. херцог на Херцогство Беневенто.
През 570 г. лангобардите настъпват, идвайки от север в Средна Италия и изтласкват византийците в закрепените им места на брега. До големи битки не се стига, страната се завзема от големи въоръжени преселнически групи от лангобарди (т.н. farae), стоящи към един водач, който след завземане на някоя територия става херцог.
Зото е водач на такава група от лангобарди, които настъпват на юг и техен първи херцог. Той стои първо под формалното командване на първите два ланобардски крале Албоин и Клеф, по време на десетгодишния безцарствен Interregnum, който следва след смъртта на Клеф (574 – 584), управлява напълно суверенно.
Зото води борба с Византия, за да увеличи терторията си. През 577 унищожава Кампания, особено Аквино (в Лацио) и манастира Монтекасино. Монасите и други католически духовници от околността бягат в Рим и в дуги византийски пристанищни градове, понеже смятат лангобардите за ариански неверници.
През 579 г. лангобардите обсаждат за пръв път Рим, две години по-късно Неапол, без да могат да ги превземат.
След създаването на лангобардското царство отново през 584 г. от Аутари Зото запазва своята независимост до смъртта си през пролетта на 591 г. Едва тогава Аутари става командващ и на юг. Той поставя Аричис I, благородник от Фриули, като новият херцог на Беневенто.